# Het onderspit delven
Het onderspit delven is een Nederlandse uitdrukking, die "aan het kortste eind trekken", "overwonnen worden" of "er het ongunstigst aan toe zijn" betekent. 
De vervoeging van het werkwoord delven is vanouds sterk (“[...] dolf het onderspit”/ “[...] heeft het onderspit gedolven”). De zwakke vormen (“[...] delfde het onderspit”/“[...] het onderspit gedelfd”) komen echter ook voor.

## Herkomst
De etymologie van 'onderspit' gaat waarschijnlijk terug tot de middeleeuwen, toen ook de uitdrukking "het onderspit graven" nog gebruikt werd. Bij delven – dus graven of spitten van een sloot of gracht – staat een arbeider boven en een ander staat in de modder of in het water en delft het onderspit, dus de onderste laag. De arbeider die dus dit onderspit delft, doet het zwaarste werk en is er bijgevolg het slechtst aan toe.